# Station Battersea Park
Battersea Park is een Engels spoorwegstation in de borough Wandsworth in Inner London. Het station ligt ten zuiden van het centrum van het Londen.
Het station ligt aan twee spoorlijnen, die onderling niet meer gekoppeld zijn. Enerzijds is het een station op de "Brighton Main Line" (ook gekend als de "South Central Main Line") die Londen met Brighton verbindt, anderzijds is het station de terminus van een zijtak op de South London Line die meerdere stations in de zuidrand van Inner London bedient.
Niet alle treinen op de Brighton Main Line bedienen Battersea Park.  De lijn is gevorkt in het noordelijk deel, met twee termini, een eindigend in London Victoria, de andere in London Bridge. Station Battersea Park ligt aan de verbinding met de westelijke terminus, London Victoria, waarvan het 2,1 km verwijderd is.
Het station Battersea Park ligt in Wandsworth in de wijk Battersea, niet ver van Battersea Park waaraan het zijn naam dankt, en eveneens in de nabijheid van het iconische Battersea Power Station. 

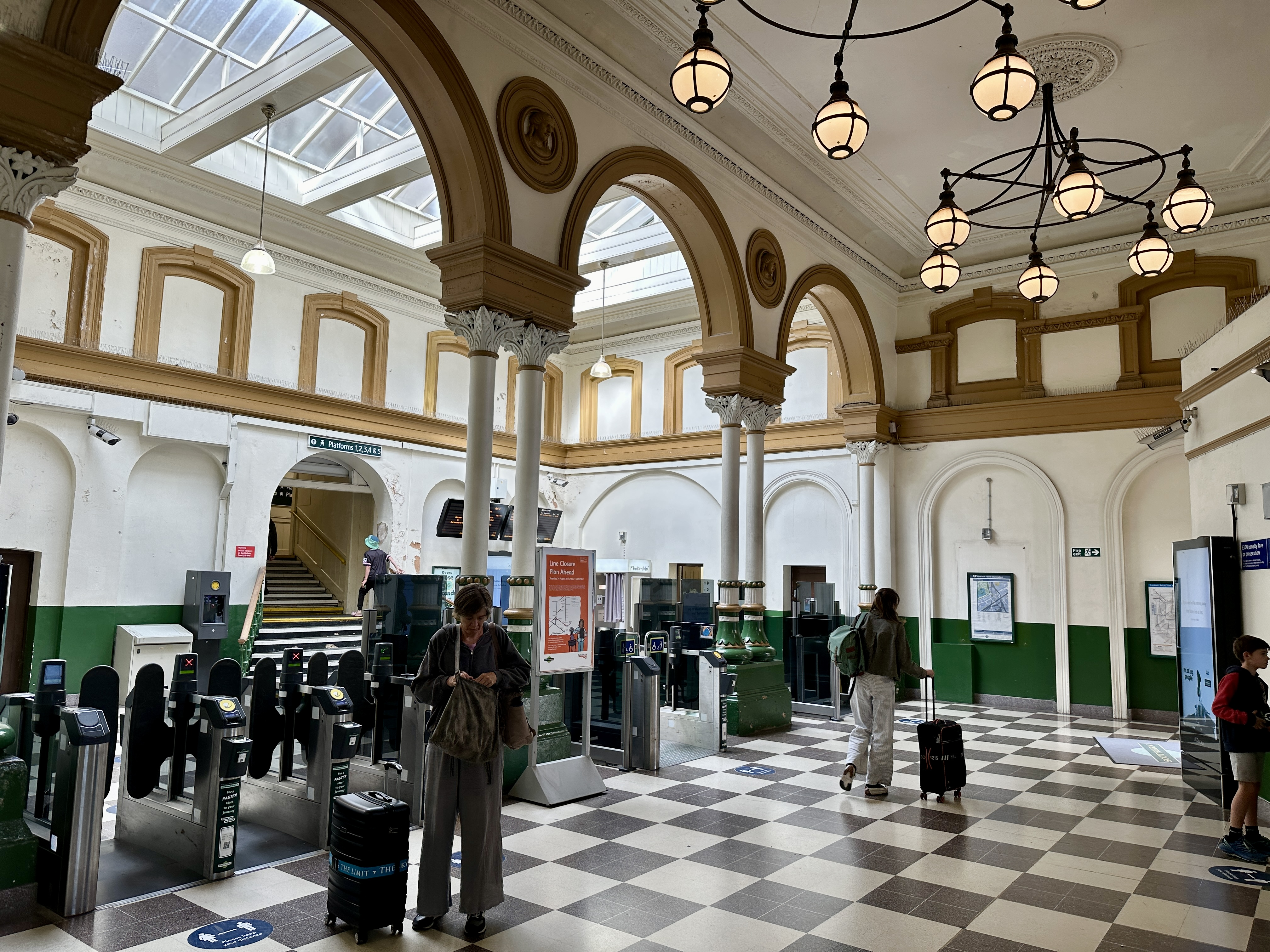
Stationshal